# 保安器
保安器（ほあんき）とは、電源線や通信線において、落雷やサージなどによって印加された異常電圧・異常電流から、機器を保護するための装置である。

## 概要
電源線・通信線には、落雷や風災害に伴う電力線接触などで、異常な電圧・電流が回線に加わることがある。これらから機器を護るため、保安器は、通常の送電・通信に使用される電流・電圧はそのまま通し、異常電圧の印加・異常電流の混入があった場合に、接地線にその異常電流を流し込む。保安器の種類によっては、このときに線路を絶縁するか高抵抗にすることも行う。これらにより、電話機や端末機器が被害を受けることを防止する。
保安器は、規定の接地抵抗を持つ接地線に接続する必要がある。この作業は、回線事業者によって電柱などの接地になされることが多いものの、場合によっては、建物内の接地に直接、もしくはバイパス用の保安器（または避雷器。詳細は後述。）を通して接続が必要な場合もある。このときの工事が正しくない場合、最悪、機器焼損などの事故が起こることもある。
保安器は、サージ防護機器の一種でもある。しかし、ISDNやADSLなどの普及で、アナログ電話機などのサージに強く構造の簡単なものだけでなく、異常電圧に対する耐性が低い、パソコンやネットワーク機器が通信線に接続されることが増えている。耐圧・耐電流の関係から、加入者保安器だけでは機器の破壊事故を防ぎきれないケースも多くなり、PNPN型のサージ防護サイリスタや高性能避雷管などを採用した対策用品、および、通信用避雷器を追加することも推奨されている。

## 有線通信用保安器
有線通信用の保安器は、信号線と接地線の間に、三極避雷管や酸化亜鉛バリスタ・アバランシェダイオード・PNPNサイリスタなどを、単体もしくは組み合わせて使用する。また、信号線に抵抗やヒューズなど、過電流を遮断する素子を入れることもある。

### 加入者保安器

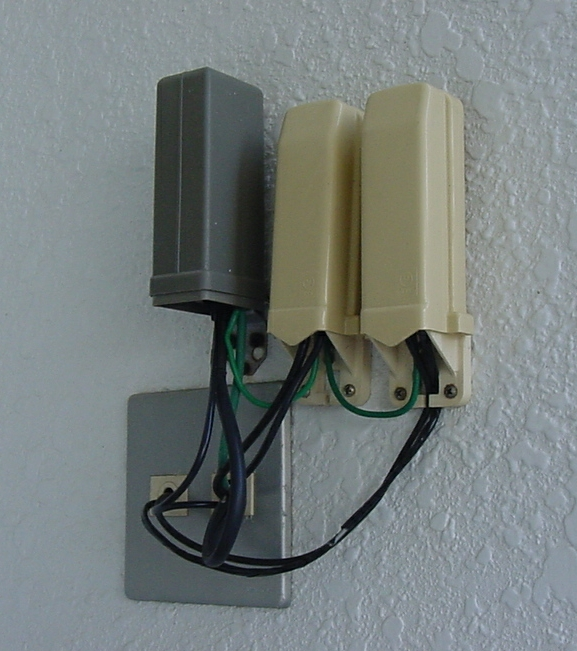
6号形加入者保安器きょう体（右のベージュ色の2本・左の灰色は4号加入者保安器きょう体）

#### 設置方法
加入電話やINSネット64などのISDN回線を加入者（各家庭や事務所など）の宅内に引き込む際、電柱上の架空線から引きおろす屋外線（引込み線・ドロップとも呼ぶ）と、加入者側の電話機や端末機器を接続する屋内線との間に設置する。加入者との責任分界点の役目も果たす。
一戸建住宅の場合、住宅の外壁軒下に灰色もしくはベージュ色のポリエチレン容器（保安器きょう体）に入った保安器を取り付ける。アパート・マンションなど集合住宅の場合は、建物内のMDF（主配線盤）と呼ばれる端子函に、複数回線を収容できる保安器をまとめて収納する。雨を避けられる軒下に設置することが多い。

#### 型式・形状

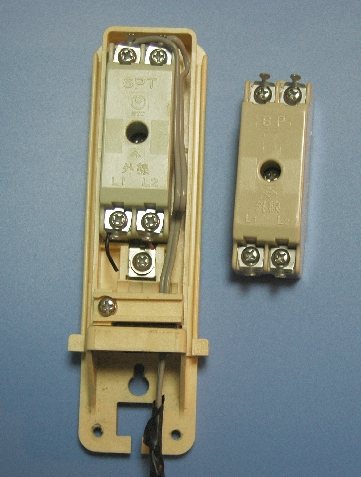
左：6PT保安器を収めた6号形加入者保安器きょう体
右：6P保安器

5号形まで円筒形や四角い灰色、6号形でベージュ色のきょう体が採用された。なお、6号形加入者保安器は、きょう体と保安器本体が分離できるようになっており、回線や設置場所により、適切な保安器を入れることができるようになっている。
集合住宅のMDFでは限られた容積で多回線を収容する必要があり、省スペース化を図った7号形保安器の採用が始まっている。

#### 電気的特長
1973年導入の4号形加入者保安器は、炭素避雷器とヒューズを組み合わせたものであった。その後1983年に導入された5号型加入者保安器では、3極避雷管と感熱ブレーカを組み合わせたものとなった。
現在の6号形保安器は、下記のものが使用されている。
6P（6号形保安ユニット）
PTCサーミスタとアレスタ（3極避雷管）を組み合わせた保護回路になっている。
6PT（6号形遠隔切分け機能付保安ユニット）
6Pに局設備からの信号により切分け試験を行える回路を追加したもの。このうち、旧仕様では、加入電話にADSL信号を重畳した際、電話着信時にADSLリンクが切断される現象が発生したため、現在は新仕様の改良品が出荷されている。
6PS（6号形信号線用保安ユニット（別棟用））
アレスタのみを内蔵。加入者線を離れ建物まで延長した際、離れ側に設置する。
そのほか、東京通信機工業（株）が、MT20保安器という小型保安器を開発しており、8回線・10回線対応のものを発売している。

### その他の電気通信回線用保安器
保安器は、加入者宅のみならず、交換機・基地局の伝送装置などでも、信号の入出力部分に使用される。これらの場合、多数の回線を特定の一箇所で取り扱うことから、保安器も、小型化の工夫がなされたものが使用されている。例えば、交換機用の保安器では、酸化亜鉛バリスタ・抵抗器・三極避雷管を組み合わせた混成集積回路保安器 (HISP) や、PNPNサイリスタを使用している。
また、機器に接続する電力線 - 通信線、もしくは外線 - 内線間の過電圧防止を図る際、両方の接地を直接つなぐことができないか、接地線の直結が適切でない場合がある。このときに、2つの線の境界で、それぞれをバリスタ・避雷管を通して共通の接地につなぐ、「バイパス用保安器」が用いられる。

### データ通信用保安器
2010年3月現在、RS422・RS485用の回線用保安器が販売されている。

## アンテナ給電線用保安器
無線局のアンテナ（空中線）は、電波の送受信をよい条件で行えるよう、高所や高い塔に設置される。そのため、落雷と、それによる無線設備の破壊というリスクも伴う。アンテナ落雷時に無線設備への悪影響を小さくするため、無線設備用の保安器を、アンテナと無線設備の間に接続することが多い。その素子としては、避雷管などが使用される。また無線局では、両端にN型などの同軸コネクタを持った同軸避雷器が利用される。避雷効果を高めるには、単に保安器・避雷器を設置すればよいものではなく、下記のことなどを含めて考慮し、避雷器の選定を含めた耐雷設計を行う必要がある。
- 建物の接地と、その接地抵抗
- 各機器のサージ耐量
- 避雷器・保安器の送信電力耐性や通過周波数特性・応答速度
- 無線機や無線設備を設置した機器架などの接地・ボンディングへの配慮

CATVでは、加入者宅へ引き込む信号線にCATV保安器を設置し、落雷による異常電圧で宅内受信機器（テレビ受信機など）が被害を受けないように対策する。耐候性に優れたステンレスなどの金属製容器に、ガスアレスタやヒューズを使った保護回路を内蔵した製品が多用される。都市型CATVでは高い周波数を利用した多チャンネルの提供が行われているため、CATV送受信機器メーカーでは、TV信号を十分通す、高い周波数帯まで保証した製品を販売している。またCATV網を利用したインターネット接続サービスに対応した、2出力 (TV/NET) 形の製品も採用・設置されている。

## その他の保安器

### 光（ファイバ）回線用保安器
光ファイバは導電性でないため、雷等からの保護を目的とした保安器は不要である。ただし、屋外線の引っ掛け事故から宅内設備を守るなどの目的を持った光成端キャビネットを保安器と呼ぶことがある。

### 電源線用保安器
交流搬送回路用に、保安器が存在する。

## 保安器と盗聴問題
かねてより、保安器に電話盗聴用の無線発信式盗聴器を装着される事件が発生している。3号・4号保安器では、内部のヒューズを同じ外観の盗聴器に交換する手法が多用される。